# مذكرة الموت
مذكرة الموت (بالإنجليزية: Death Note) (باليابانية: デスノート) هي سلسلة مانغا يابانية للمؤلف تسوغومي أوبا ومصمم الرسومات تاكيشي أوباتا. تدور أحداث السلسلة حول لايت ياغامي، وهو طالب في المرحلة الثانوية عثر على مذكرة بها قوة خارقة للطبيعة تحمل اسم مذكرة الموت بعدما قام الشينيغامي (حاصد الأرواح) المعروف باسم ريوك بإسقاطها على كوكب الأرض. تمنح مذكرة الموت لمن يستخدمها القدرة على قتل أي شخص سبق وأن رآه عن طريق كتابة اسمه في المذكرة، وتسرد أحداث السلسلة القصصية محاولة لايت لإقامة عالم خالٍ من الشر يكون هو المسيطر عليه باستخدام المذكرة، ومن هنا يدور الصراع بين لايت وبين المحقق إل الذي يحاول القبض عليه.
قامت دار النشر شوئيشا بنشر مذكرة الموت لأول مرة في شكل سلسلة تتكون من 108 فصول في مجلة القصص المصورة اليابانية الشهيرة مجلة شونن جمب الأسبوعية بدءً من شهر ديسمبر 2003 وحتى شهر مايو 2006. نشرت السلسلة أيضًا في صورة تانكوبون (كتاب مستقل ليس له أجزاء أخرى وذو غلاف ورقي) في اليابان بدايةً من شهر مايو في عام 2004 وحتى شهر أكتوبر في عام 2006. تم عرض مسلسل الأنمي في 3 أكتوبر 2006 وانتهى في 26 يونيو 2007، حيث قامت إستديوهات مادهاوس بتطوير العمل وقام تيتسورو أراكي بإخراجه. نشرت رواية خفيفة مستوحاة من أحداث السلسلة من تأليف نيسيو أيسن في اليابان في 1 أغسطس 2006. بالإضافة إلى بعض ألعاب الفيديو التي أصدرتها شركة كونامي لأجهزة النينتندو دي إس. تم اقتباس العمل في أفلام حية غير كرتونية ظهرت في اليابان في 17 يونيو 2006، 3 نوفمبر 2006، و2 فبراير 2008.
تعتبر مذكرة الموت واحدة من أفضل سلاسل الأنمي مبيعا في تاريخ مجلة شونن جمب الأسبوعية، بمبيعات فاقت 30 مليون نسخة.

## ملخص القصة
ياغامي لايت شاب حاد الذكاء يمقت ما انتشر في العالم من حوله من جرائم تثير الاستياء وكذلك الفساد الذي استشرى في الدنيا من حوله. ينعطف مسار حياته ليدخل في درب شديد العنف عندما يعثر على مذكرة غامضة اسمها "Death Note" (مذكرة الموت) ملقاة على الأرض. تشير التعليمات المكتوبة داخل المذكرة إلى أنه إذا كُتب اسم أحد الأشخاص، فإن هذا الشخص سوف يلقى مصرعه، بعد تجربة المذكرة يتأكد لايت من مصداقيتها. فينضم إليه ضيف مفاجئ - ألا وهو مالك المذكرة السابق، الشينيغامي المدعو ريوك. يخبر لايت ريوك بأنه سوف يتخلص من جميع المجرمين في العالم، ويبقي على حياة الأبرياء وطيبين. وعندما ينتهي من بناء عالمه الفاضل، سوف يحكمه باعتباره «حاكم العالم».
سريعًا ما يسترعي الكم الكبير من حالات الوفاة غير المفسرة للمجرمين انتباه منظمة الشرطة الجنائية الدولية وكذلك انتباه أحد المحققين الغامضين «إل». يعلم إل بسرعة بأن القاتل المتسلسل الذي أطلق عليه العامة اسم كيرا (Kira) (مأخوذة من اللفظ الياباني للكلمة الإنجليزية "killer" بمعنى «قاتل»)، موجود في اليابان، ويستنتج أيضًا بأنه يستطيع أن يقتل من يشاء بطريقة خارقة للطبيعة ومن دون لمسه. يدرك لايت بأن إل سيكون العائق الأكبر أمامه، ومن هنا تبدأ بينهما مطاردة تعتمد على الذكاء تشبه مطاردة القط والفأر.
يحاول لايت إبعاد الشبهات عنه عن طريق مساعدة إل وفريق الشرطة في القبض على كيرا. تتعرقل خطة لايت عندما يظهر كيرا ثاني، عارضة الأزياء الشهيرة ميسا ومرافقتها الشينيغامي رِم. عندما تتمكن ميسا من معرفة هوية لايت السرية تقوم بتعقبه إلى منزله، فيشرعان بتنفيذ خطة مشتركة، لكن حب ميسا الزائد للايت يدفعها لارتكاب بعض الأخطاء الأمر الذي يدفع إل للشك بهما بشكل متزايد، فيتم القبض على ميسا لاحقا. من أجل إنقاذ حياتهما يقوم كل من لايت وميسا بالتنازل عن ملكية مذكرة الموت بشكل مؤقت - الأمر الذي يرجع كل منهما إلى حالة البراءة عن طريق مسح جميع الذكريات المتعلقة بعمليات القتل التي قاما بها سابقا - ويتم احتجازهما تحت مراقبة إل المستمرة.
خلال فترة الحجز يظهر كيرا ثالث، الأمر الذي يؤكد برائتهما بسبب عدم أمكانية تنفيذ الجرائم خلال الحجز، ولكن إل يفرض عليهما الإقامة الجبرية في مقره الخاص. يتمكن فريق الشرطة من تحديد هوية كيرا الثالث على أنه أحد أعضاء مجموعة اليوتسوبا، كيوسوكي هيغوتشي، فيلقون القبض عليه بعد مطاردة عنيفة. عقب لمس لايت للمذكرة يسترجع جميع ذكرياته التي تم مسحها وبالتالي استعادة ملكية مذكرة الموت «تماما كما خطط مسبقا». عند فحص المذكرة يتأكد الفريق من وجود شينيغامي. يستكمل لايت خطته المعقدة عندما يتلاعب برِم من أجل دفعها لقتل إل ومساعده واتاري -بسبب انتهاكها قواعد عالم الشينيغامي لقتلها إل من أجل حماية ميسا - ونفسها. عقب موت إل، يحل لايت محل ويصبح «إل الثاني» ليستكمل بعدها تمثيليته المزيفة للقبض على كيرا.
يستكمل سرد الأحداث بعد 4 سنوات، في الوقت الذي يتمتع فيه كيرا بالدعم الكبير من عامة الناس حول العالم. يظهر شابان صغيران تمت تربيتهما كورثة لإل، - نير، وهو محقق يعمل مع الحكومة الفيدرالية للولايات المتحدة، وميلو، وهو عضو من أعضاء المافيا الأمريكية. كأول تحرك له ضد كيرا يقوم ميلو باختطاف رئيس وكالة الشرطة الوطنية اليابانية من أجل الحصول على المذكرة من الشرطة، لكن هذه الخطة تتعرقل عندما يقوم لايت بقتل المدير. يقوم ميلو بالتركيز على عائلات أفراد فريق الشرطة، يختطف ميلو سايو أخت لايت كبديل لمدير الشرطة، يتم إنقاذها بسرعة ولكن الفريق يخسر المذكرة لصالح ميلو. من أجل استعادتها، يبادل والد لايت سويشيرو نصف عمره المتبقي مع ريوك مقابل الحصول على «عيون الشينيغامي» - القدرة على رؤية أسماء الأشخاص عند رؤيتهم. خلال عملية الهجوم على مقر ميلو يعرف سويشيرو اسم ميلو الحقيقي، ولكن لا يقوم بقتله. فيتم إطلاق النار عليه عدة مرات، ليموت لاحقا في المستشفى.
بعد ذلك، يبدأ نير وبعض أفراد فريق الشرطة بالاشتباه بإن لايت هو نفسه كيرا. استجابةً لذلك، يقنع لايت ميسا بالتنازل عن ملكية مذكرة الموت خاصتها ويجهز «كيرا» آخر، تيرو ميكامي، وهو مدعي عام وداعم متحمس جدا لكيرا. يقوم ميكامي بقتل المتحدث باسم كيرا لجشعه ويعين كيومي تاكادا، وهي مذيعة أخبار وصديقة لايت السابقة كمتحدثة جديدة باسمه. يخبر لايت تاكادا بأنه هو كيرا الأصلي، عالمًا بمراقبة نير له ولكيرا، يقوم بوضع خطة مضللة من أجل إخفاء مكان وجود مذكرة الموت الحقيقية.
يرجع ميلو ويختطف تاكادا، التي تقتله بواسطة قطعة مخفية من مذكرة الموت. يقوم لايت بجعل تاكادا تنتحر خوفا من توريطه في حال تم القبض عليها، لكن ميكامي، من دون عِلم بفعلة لايت، يحاول قتل تاكادا أيضا. مما يكشف مذكرة الموت الحقيقية التي قام بإخفائها، الأمر الذي يفضح خطة لايت في اللحظة الأخيرة. في ذروة القصة يلتقي كلا الفريقين في «مستودع الصندوق الأصفر». ليضم إليهم ميكامي، الذي يقوم بكتابة أسماء جميع الموجودين باستثناء لايت. يكشف نير بأنه قام باستبدال مذكرة ميكامي الحقيقية بأخرى مزيفة، من خلال الأسماء المكتوبة في المذكرة يستطيع نير إثبات أن لايت هو كيرا. يفقد لايت صوابه ويحاول استخدام آخر قطعة متبقية معه من مذكرة الموت لقتل نير، لكن عضو فريق الشرطة ماتسودا يطلق النار عليه عدة مرات. يدرك ريوك بأن لايت قد خسر فيستخدم مذكرة الموت خاصته لقتل لايت بنوبة قلبية، تماما كما وعده بأنه سيفعل يوما ما منذ بداية القصة.

## الفكرة العامة

### مذكرة الموت

مفكرة الموت.

المحرك الرئيسي للقصة هو «مذكرة الموت» نفسها، دفتر أسود به تعليمات (تعرف بـ «قواعد مذكرة الموت») في داخله. وفي حال استخدامها بطريقة صحيحة يمكن لأي كان أن يرتكب عمليات قتل من خلال معرفة اسم ووجه الضحية. وفقا لمخرج الأفلام الحية، شوسوك كانيكو، «فإن فكرة وجود أرواح تعيش في الكلمات هي مفهوم ياباني قديم... لذا فهي قصة يابانية إلى حدٍ بعيد».
ذكر تاكيشي أوباتا بأنه في البداية فكر في جعلها ككتب «شبيهة بالكتاب المقدس أو كشيء يستنتج الإنسان بشكل تلقائي أنه مذكرة موت.» وأضاف بأنه شَعر بأن هذا التصميم سيكون معقداً بعض الشيء، فلجأ إلى شكل آخر «يَسهل استخدامه» وهو مذكرة جامعية. قال أوباتا بأنه في مرحلة لاحقة فكر في أن مفهوم مذكرة الموت قد يختلف تبعًا للزمان والمكان الذي توجد فيه؛ مثل أن تكون المذكرة في عصر اليابان القديمة في صورة لفافة وتكون في العصور الوسطى الأوروبية في شكل كتاب العهد القديم.

### الطابع
| «لا أحد يستطيع أن يقرر ما هو الصواب وما هو الخطأ، ما الحق وما الباطل. حتى إن كان هناك إله وكانت تعاليمه أمامي، فسوف أتمعن فيها جيدا، وأقرر بنفسي إن كانت على صواب أم خاطئة.» |
| —نير، الفصل 105 ("المستحيل") |

أوضح أوبا أنه لم يكن يضع في اعتباره فكرة محددة أراد التعبير عنها في كل أجزاء السلسلة. أضاف أيضا إنه عندما كان لزامًا عليه أن يختار فكرة ما لتكون محورًا لسلسلته كانت «إن البشر مصيرهم إلى الفناء في نهاية الأمر وإن عودتهم إلى الحياة أمر مستحيل، لذلك فعليهم أن يستغلوا كل لحظة يعيشونها أثناء حياتهم.» وتابع القول بأن «لا يحق لأي بشري الحكم على أفعال الأخرين. لا يجب على أحد أن يلعب دور الإله». أضاف إن عبارة نير عن ماهية الصواب والخطأ في الحياة أقرب ما تكون إلى معتقداته الشخصية.
في مقالة نشرت في 2012، وصف الكاتب جوليون باركا توماس مذكرة الموت بأنها متأثرة تأثيرا عميقا بالصراع بين الحرية والأمان، موضحا بأن المُثل الأخلاقية العالية يسهل إفسادها، وبأن الناس دائما سوف يبررون أعمال العنف المروعة باسم الأمان. مختتما المقال بأن «ثمن الأمان هو الموت».
وصفت الكاتب في المقالة مذكرة الموت بأنها إحدى أكثر مواد الإثارة النفسية تطورا والتي صدرت بعد حادثة عملية الغازات السامة في مترو طوكيو، قائلا بأنها تلقي الضوء على ميل الإنسان للتعبير عن نفسه عبر معتقدات وأفكار «مروعة»، واصفا الآثار السلبية لتلك المعقدات على الاعضاء، على عائلاتهم، على المجتمع ككل.

## الإنتاج
قال أوبا - مؤلف السلسلة القصصية - إنه كان قد قرر عند كتابته لها أن يجعلها مثيرة ومشوقة؛ وذلك لأنه لم يكن يشعر بالرغبة في كتابة سلسلة «تعتمد على النمط التقليدي من المهارات القتالية» ولأن عدد الأعمال التي كانت قد تمت كتابتها بالفعل والتي تنتمي للنوع الأدبي الذي كان يريد أن تكون سلسلته القصصية ضمنه كان قليلاً للغاية. وقال أوبا إنه لم يقتبس مفهوم مذكرة الموت عن مصدر واحد فقط. وأوضح إنه في يوم من الأيام قد فكر في شينيجامي وفي «مسائل معينة يريد التعبير عنها». وبعد نشر «أوبا» للفصل التلخيصي (فصل يعرض الملابسات الأساسية للأحداث في صورة موجزة) وهو كذلك الفصل الذي يتم من خلاله معرفة ردود أفعال الجمهور، قال إنه لم يكن يتوقع أن تتم الموافقة على نشر عمله في شكل سلسلة في مجلة تعرض القصص المصورة لأنه لم يكن يعتقد أنها من النوع الذي تقوم مجلة Jump بنشره. وقال أوبا إنه «لم يصدق الأمر» عندما علم أن عمله مذكرة الموت قد لاقى إعجابًا من الجماهير وأن أوباتا قد تمكن من تصميم عملاً فنيًا رائعًا يعبر عن ما قد ألفه. وبسبب ردود الأفعال الإيجابية التي قوبلت بها سلسلة مذكرة الموت، فقد تحولت إلى سلسلة قصص يابانية مصورة.
أبدع أوبا في عمل بعض الصور المصغرة لعمله التي تحتوي على حوار ومخطط للصور الفردية ولوحات تعبر عن الأحداث الرئيسية في قصته حتى يرسلها إلى أوباتا. وقد قام محرر السلسلة بمراجعة هذه الصور المصغرة وإرسالها إلى أوباتا ومعها النص المكتوب الذي لا يمكن تعديل أي شيء فيه ومخطط الصور الفردية في شكله النهائي التقريبي. أما أوباتا، فقد قام بتحديد أساليب التعبير وزوايا الكاميرا وقام بصياغة العمل الفني في شكله النهائي. ووفقًا لما قاله أوبا، فقد ركز على إيقاع الأحداث وكم الحوار الموجود في العمل، وأضاف إنه وجد صعوبة في كتابة النص بحيث لا يكون طويلاً أكثر من اللازم. وقال أوبا إنه قد حاول أن يجعل القصة مختصرة ولم تكن لديه الرغبة في الإسهاب في النص المكتوب حيث أنه يعتقد أن قراءة النص الطويل ربما تكون «أمرًا مرهقًا» ويمكن أن تؤثر سلبًا على الجو العام للأحداث وعلى حالة التشويق الذي تتميز بها السلسلة. وأوضح أوبا إنه قد قام بوضع بعض الأوصاف مثل مبنى مهجور ولكنه أعطى الفرصة لمصمم الرسومات - أوباتا - لكي يستأثر بوضع لمسته الخاصة على معظم العناصر الإبداعية في العمل خاصةً ما يتعلق منها بخلفيات الأحداث والأدوات التي يتم استخدامها لإخراج العمل في صورته النهائية.
وأوضح أوبا إنه بعد أن استقر على الحبكة الدرامية لعمله، حاول - في قرارة نفسه - أن يطلق العنان لخياله لتصور الصور الفردية التي تعبر عن العمل بينما كان يتقلب في فراشه ويشرب الشاي ويتجول في أرجاء منزله. وأضاف أوبا إنه كان في حاجة إلى الشعور بالاسترخاء وهو يقوم بتخيل صور العمل الفردية. وبعد ذلك، قام برسم الصور الفردية للقصة على ورق أبيض بطريقة بسيطة للغاية. وأضاف كاتب السلسلة إنه في حالات كثيرة كانت عدد صفحات المخطط التمهيدي تتعدى الحد اللازم، وإنه كان لزامًا عليه أحيانًا أن يكتب المخطط التمهيدي «مرتين أو ثلاثة» ليقوم بتحديد الإيقاع المطلوب للأحداث والطريقة التي يتدفق بها السرد القصصي في الفصل الذي يقوم بكتابته. وأضاف أوبا إنه كان يحب أن يقوم بقراءة «فصلين أو أربعة» سابقة للفصل الذي يتناوله بعناية شديدة ليتأكد من وجود تناغم بين أجزاء عمله.
وقال أوبا أن جدوله الأسبوعي - بشكل عام - كان يتكون من خمسة أيام يقوم فيها بكتابة العمل والتفكير فيما يكتبه، ثم يستخدم قلمه الرصاص لمدة يوم واحد لوضع الحوار في المخططات التمهيدية التي قام بإعدادها. وأضاف إنه بعد هذه المرحلة كان يقوم بإرسال المخططات إلى المحرر عن طريق الفاكس. ووصف أوباتا أيضًا جدوله الأسبوعي. فقال إن تناوله للصور المصغرة والمخطط والرسم الموجود بالقلم الرصاص كان يستغرق منه مدة يوم واحد فقط حيث كان يمكن أن يضيف عليهم المزيد من اللمسات باستخدام الرصاص والحبر. وكان مساعدوه يعملون لمدة أربعة أيام في الأسبوع يعقبها يوم واحد يضيف فيه أوباتا «لمساته النهائية». وقال أوباتا إنه كان أحيانًا يحتاج «يومًا إضافيًا أو يومين» لتلوين بعض الصفحات؛ وهو أمر كان يفسد الجدول الذي وضعه لإنجاز العمل. وأضاف إنه في بعض الأحيان كان يحتاج ثلاثة أيام أو أربعة للانتهاء من أحد الفصول بينما احتاجت فصول أخرى إلى مدة شهر كامل للانتهاء منها. وأضاف أوباتا إنه استطاع الحفاظ على دقة سير جدول العمل الخاص به في الأوقات التي لم يكن يقوم فيها بعمل صفحات ملونة.
ونادرًا ما التقى أوبا وأوباتا وجهًا لوجه في الفترة التي كانا يقومان فيها بعمل سلسلة القصص المصورة التي اشتركا فيها، ولكنهما بدلاً من ذلك كانا يلتقيان بالمحرر. وكانت المرة الأولى التي جمع بينهما فيها لقاء أثناء حفلة لمجموعة التحرير تمت إقامتها في شهر يناير من عام 2004. وقال أوباتا إنه بالرغم من الفضول الكبير الذي انتابه، فإنه - أثناء الفترة التي كان يقوم فيها بإعداد الصور المصغرة في كل أسبوع - لم يسأل المحرر عن تطور أحداث قصة أوبا. ولم يناقش الاثنان تفاصيل الفصول الأخيرة من العمل مع بعضهما ولكنهما استمرا في مناقشتها مع المحرر فقط. وقال أوبا إنه عندما سأل المحرر عما إذا كان أوباتا «قد أتى على ذكر أي شيء» يتعلق بالقصة والحبكة الدرامية لها، أجابه المحرر «لا، لا شيء» ثم ضحك.
وقال أوبا إن السلسلة قد انتهت بطريقة أو بأخرى بتلك الطريقة التي كان قد عقد العزم مسبقًا على أن ينهيها بها؛ فقد أمعن أوبا التفكير في مسألة تمكن إل من هزيمة لايت ياجامي ثم موت لايت. وبدلاً من ذلك، اختار أن يستخدم النهاية التي وقعت أحداثها في Yellow Box warehouse (مخزن الصندوق الأصفر). ووفقًا لما صرح به أوبا، فقد كانت كل تفاصيل القصة مكتملة داخل عقله «منذ البداية». وأراد أوبا أن يكون خط الأحداث الدرامية في سلسلته متصلاً بدلاً من أن تكون القصة عبارة عن سلسلة قصصية مكونة من حلقات منفصلة. وهكذا، كتب أوبا مذكرة الموت في شكل سلسلة قصصية تتركز حول شخصيات القصة مع وجود سلسلة من الأحداث التي تنبثق من العثور على مذكرة الموت. ويوضح الدليل الإرشادي لقراءة الجزء الثالث عشر من السلسلة 13: How to Read أن الجوانب التي تنطوي على دعابة في سلسلة مذكرة الموت سببها هو «استمتاع أوبا بقراءة القصص الفكاهية».

### عملية إبداع هذه السلسلة القصصية
في كل فصل، كانت عملية الإبداع تبدأ من طرف أوبا ثم تنتقل إلى أوباتا، وكان الاثنان يصغيان لنصيحة المحرر.
وقد بدأ أوبا كتابة كل مقطع منها بكتابة مخطط تمهيدي تقريبي له حيث قال إن نقطة الضعف الرئيسية التي كان يعاني منها أثناء إعداده للعمل كانت محاولة تضمين الكثير من المعلومات في كل صورة فردية يرسمها للقصة. وما أن ينجح أوبا في جعل المخطط التمهيدي يجتاز مرحلة الإعداد ويتبلور وتكون عناصر القصة قد اختمرت في ذهنه يقوم بإعداد الصور الفردية التي تعبر عن الأحداث ويترسخ في ذهنه الشكل النهائي للحوارات والمونولوجات وكل الأشياء الأخرى. وكان أوبا يضفي على الصور المصغرة إذا اعتقد ذلك شكلاً فنيًا معينًا.
كان أوباتا يأخذ الصور المصغرة منه ليقوم بإضافة زوايا الكاميرا والتعبيرات التي تقوم بها الشخصيات. واستخدم أوباتا الصور المصغرة كنماذج للصور الفردية النهائية التي ستخرج بها السلسلة القصصية إلى النور. وعندما استقر اختيار أوباتا على المحتوى الذي يريده، بدأ عملية الرسم. وفي هذه المرحلة - وفي كثير من الأحيان - قرر أوباتا أن يضيف للقصة تصميمات لشخصيات أو أمور جديدة. وبعد هذه المرحلة، استلم المحرر الصفحات بما تتضمه من كلام ومؤثرات خاصة وكل الأمور الأخرى التي تمت إضافتها إلى صفحات القصة. وهكذا، اكتمل الشكل النهائي للمخططات التمهيدية للقصة.

### الفصل التلخيصي للقصة
بدأت عملية إبداع سلسلة مذكرة الموت بتقديم أوبا للصور المصغرة الخاصة بأمرين أساسيين إلى دار نشر شوئيشا. وكان أحد هذين الأمرين - والذي تلقاه محررو الدار بالترحاب وحاز على ردود فعل إيجابية منهم - هو الفصل التلخيصي لقصة مذكرة الموت.
ووصف أوبا عملية ضغط قصته بأكملها في شكل فصل تلخيصي واحد بأنها كانت في غاية الصعوبة وتذكر إن الأمر استغرق أكثر من شهر حتى يبدأ في كتابة هذا الفصل. وأضاف أوبا إن القصة كان يجب أن تعيد الشخصيات التي تم قتلها إلى الحياة عن طريق Death Eraser، وإنه «لم يكن يهتم في حقيقة الأمر» بهذه الأداة عند وضعه لأحداث الحبكة الدرامية في قصته.
وقال أوباتا إنه اهتم بصورة كبيرة وحقيقة برسم لوحات القصة بعدما سمع بإحدى قصص الرعب التي تصوّر شخصية شينيجامي. ووفقًا لما صرح به أوباتا، فإنه عند تلقيه للمخطط التمهيدي الأول الذي قام أوبا بإعداده لم يفهمه في البداية وأراد فقط أن يشترك في هذا العمل بسبب وجود شخصية شينيجامي ولأن العمل كان يحتوي على كثير من الأحداث الشريرة. وأضاف إنه قد تساءل في قرارة نفسه وهو يستعرض الصور المصغرة للعمل عن الكيفية التي ستتطور بها الأحداث وعما إذا كان قراء مجلة جمب سيستمتعون حقًا بقراءة هذه القصة المصورة. واستطرد أوباتا قائلاً إن أكثر الأجزاء التي استمتع فيها بالجو العام للعمل هي تلك الأجزاء التي لم تكن تتضمن الكثير من الأحداث ولم تكن فيها الشخصية المحورية في العمل «هي من تحرك الأحداث». وأعلن أوباتا أن أوبا قد كتب الفصل التلخيصي لقصته «بشكل كان يروق لي.»
وهكذا، كان أوبا هو من بدأ بعرض المخطط التمهيدي للفصل التلخيصي لسلسلته القصصية على قسم التحرير بينما انضم أوباتا إلى فريق العمل في مرحلة لاحقة ليضيف اللمسة الفنية إلى العمل. ولم يلتقٍ كل من أوبا وأوباتا وجهًا لوجه مع بعضهما البعض أثناء إعداد الفصل التلخيصي للقصة. وعلق أوبا على هذا الأمر بقوله إن المحرر أخبره إنه في غنى عن مقابلة أوباتا ليناقش الفصل التلخيصي معه، وهو الأمر الذي علق عليه أوبا قائلاً «وأعتقد أن الأمور سارت على ما يرام دون أن يتم مثل هذا اللقاء.»

### مسلسل الأنمي
صرح المخرج - تتسورو أراكي - إنه كان يريد أن يضفي على العمل لمسات «تجعل منه عملاً شيقًا» بدلاً من «التركيز على الأخلاقيات ومفهوم العدالة.» ويتفق توشيكي اينو - المسئول عن إنتاج السلسلة - مع رأي اراكي ويضيف إنه في أعمال الأنمي التي يتم اقتباسها عن قصص أخرى، توجد أهمية كبيرة لإلقاء الضوء على الجوانب «الشيقة في العمل الأصلي.» واختتم اينو حديثه بأن وجود لايت «كان أكثر جوانب العمل الأصلي التي استطاعت أن تفرض نفسها على الأحداث». وهكذا، عمد العمل المقتبس إلى تعقب «أفكار وتصرفات لايت بأكبر قدر ممكن».
أوضح اينو أن أفضل الطرق للدمج بين أحداث الحبكة الدرامية الخاصة بإحدى القصص المصورة اليابانية وبين الأنمي المقتبس عنها هي «تغيير تسلسل الأحداث قليلاً» والقيام بدمج بعض الأحداث التي يتم استرجاعها من الأجزاء السابقة من العمل؛ وهو أمر من شأنه أن يخلق جو الصراع المطلوب في العمل. واستطرد اراكي أن كون مشاهد الأنمي لا يستطيع أن «يعود إلى صفحات سابقة من قصته» بنفس الطريقة التي يمكن أن يستخدمها قارئ القصة المصورة يحتم على فريق العمل الخاص بالأنمي أن يقوم بتوضيح التفاصيل المطلوبة التي تمكنه من متابعة الأحداث. وأضاف اينو أن فريق العمل في غنى عن أن يتناول كل التفاصيل الدقيقة التي تتعرض لها القصة، ولذلك يكون عليه أن يختار بعض العناصر المحددة ليؤكدها ويلقي بالضوء عليها.
بسبب التعقيد الذي تتصف به القصة المصورة اليابانية الأصلية، وصف اينو عملية صنع الأنمي الخاص بالقصة بإنها «في منتهى الرقة» وأيضًا بإنها «بمثابة تحدِ كبير بالنسبة لفريق العمل.» وأوضح اينو إنه كان عليه أن يضيف «الكثير من التعليمات والملاحظات لسيناريو العمل المكتوب عن الكم المعتاد في مثل هذه الحالات.» وأضاف اراكي إنه بسبب أهمية تفاصيل عادية أخرى لم يتم ذكرها، كانت الملاحظات التي يقوم بكتابتها لا غنى عنها من أجل التطور الصحيح للسلسلة.
وقال اراكي إن علمه بوجود مشروع لإنتاج أنمي خاص بسلسلة مذكرة الموت جعله «يتوسل» ليتم ضمه إلى فريق الإنتاج، وإنه عند انضمامه لفريق العمل الخاص بهذا الأنمي أصر على أن يقوم اينو بكتابة السيناريو الخاص بالعمل. وأضاف اينو أن السبب الذي كان يدفعه إلى بذل قصارى جهده في هذا العمل هو استمتاعه الشخصي بقراءة القصة المصورة الأصلية.

## وسائل الإعلام

### مانغا
ظهرت مذكرة الموت لأول مرة في مجلة القصص المصورة التي تصدر في اليابان شونن جمب الأسبوعية أشهر المجلات التي تقوم بنشر القصص المصورة في اليابان حيث قامت دار النشر شوئيشا بنشرها في شهر ديسمبر من عام 2003. وبعد ذلك استمرت المجلة في نشرها حتى بلغ إجمالي عدد فصول السلسلة مائة وثمانية فصل. وبعد ذلك، تم جمع الفصول بشكل فردي في اثني عشر كتيب (الكتب التي تصدر بصورة مستقلة دون وجود أجزاء أخرى لها). ومؤخرًا حصلت شركة الترفيه التي تقوم بإنتاج الرسوم المتحركة والمجلات المصورة فيز ميديا على ترخيص يعطيها الحق في نشر مذكرة الموت في أمريكا الشمالية. وصدرت باللغة الإنجليزية لأول مرة في الرابع من شهر أكتوبر في عام 2005. وفي فبراير من عام 2008، قامت الشركة بإصدار نسخة فريدة من نوعها لم يتكرر إصدار مثلها. وتلك النسخة التي ظهرت بعد مرور عامين على نشر آخر أجزاء السلسلة تدور أحداثها حول ظهور كيرا جديد وردود أفعال شخصيات القصة الرئيسية تجاه ظهور هذه النسخة المقلدة.
علاوةً على ذلك، صدر دليل إرشادي لهذه القصة المصورة في الثالث عشر من أكتوبر في عام 2006. وتم إطلاق اسم Death Note 13: How to Read على هذا الدليل الذي كان يحتوي على معلومات تتعلق بالسلسلة القصصية بما فيها لمحات عن كل شخصيات السلسلة تقريبًا، ولقاءات مع مبدع السلسلة ومعلومات عن ما كان يتم وراء كواليس العمل والفصل التلخيصي الذي صدر قبل صدور السلسلة نفسها. ويمكن شراء أول إصدار لهذا الدليل ومعه مجسم يصور الفكرة الأساسية للسلسلة يحتوي على خمس عرائس تتحرك بالأصابع من إنتاج شركة ألعاب Near. وتصور العرائس الخمسة شخصيات: كيرا وإل وميسا وميلو ونير. وفي أمريكا الشمالية، تم إصدار 13: How to Read  في التاسع عشر من فبراير من عام 2008. وتضمن الإصدار أيضًا بطاقة صغيرة تحتوي على صورة للمحقق إل تحمل اسم إل لوليت.

### مسلسل الأنمي
بدأت إذاعة مسلسل الأنمي المأخوذ عن السلسلة القصصية مذكرة الموت والذي قام تتسورو أراكي بإخراجه وقامت استديو مادهاوس بعمل الرسوم المتحركة الخاصة به على الهواء مباشرة في اليابان في الثالث من أكتوبر من عام 2006، وانتهى عرض حلقاته في السادس والعشرين من يونيو من عام 2007، ووصل عدد حلقاته إلى 37 حلقة التي استغرق كل منها عشرين دقيقة. وتدور الأحداث في عام 2007 بدلاً من عام 2003. وتمت إذاعة الحلقات على شبكة تلفزيون نيبون، في يوم الثلاثاء من كل أسبوع في الساعة الواحدة صباحًا إلا أربع دقائق. والحلقات إنتاج مشترك بين كل من مادهاوس وشبكة تلفزيون نيبون ودار نشر شوئيشا وشركة VAP 
وفي أمريكا الشمالية، منحت شركة فيز ميديا ترخيص للمقيمين في الولايات المتحدة الأمريكية باستخدام خدمة «تحميل المسلسل عن طريق الإنترنت بغرض الاستخدام الشخصي وللإيجار» بينما كان المسلسل يتم عرضه على الهواء في اليابان.
تعد هذه الخطوة مهمة «لأنها تؤرخ لحدث هو الأول من نوعه وهو التصريح لجمهور المنازل بتحميل مسلسل رسوم متحركة يابانية شهير في وقت إذاعته في التليفزيون الياباني». والحلقات التي يمكن تحميلها من شبكة الإنترنت تتضمن النسخة الصوتية الأصلية بالإضافة إلى ترجمة مكتوبة باللغة الإنجليزية وهي متاحة من خلال خدمة IGN's. ويتم إصدار دي في دي للسلسلة  وقد أعلنت شركة فيز ميديا في التجمع الذي يضم العاملين في هذا المجال والمعروف باسم Anime Expo 2007 (تجمع أمريكي متخصص في أعمال الأنمي مدته أربعة أيام ويقام في جنوبي كاليفورنيا) أن أول دي في دي للمسلسل سيتم إصداره في العشرين من نوفمبر من عام 2007 في نسخة عادية وأخرى خاصة. كذلك، أعلنت الشركة في التجمع الذي يضم هواة متابعة الجديد في هذا المجال والمعروف باسم سان دييغو كوميك كون إنترناشونال هو تجمع سنوي مدته أربعة أيام لهواة القصص المصورة يتم إقامته في سان دييجو في كاليفورنيا. أن الخمس عشرة نسخة الأولى من كل دي في دي سيتم بيعها مع نماذج لشخصيات من العمل يمكن الاحتفاظ بها لهواة اقتناء هذه التذكارات.
في السابع من شهر سبتمبر في عام 2007، تقرر إذاعة مذكرة الموت لأول مرة على القنوات التليفزيونية في أمريكا الشمالية في كندا ضمن مجموعة برامج Bionix التي تذاع على شبكة التليفزيون الكبلية YTV،  ومع ذلك تم إلغاؤه من جدول العرض قبل بدء عرضه بفترة وجيزة للغاية. وتم تأجيل العرض الأول للمسلسل على شاشات التليفزيون الكندي حتى السادس والعشرين من أكتوبر في عام 2007 في الساعة العاشرة مساءً، وهو الأمر الذي تم بالفعل في هذه المرة. وتم عرض مذكرة الموت لأول مرة في الولايات المتحدة الأمريكية في العشرين من أكتوبر في عام 2007 في الساعة الحادية عشرة والنصف مساءً على الشبكة التليفزيون الكبلية التي تقوم بعرض مسلسلات الكارتون والتي تشترك في البث مع قناة ادلت سويم (قناة تليفزيونية تقدم برامج الكبار تشترك في بث إرسالها مع شبكة كارتون نتورك في الولايات المتحدة الأمريكية ويمتد إرسالها إلى أستراليا واليابان). وتمت إذاعة الحلقة الأخيرة على قناة YTV الكندية في الرابع من شهر يوليو من عام 2008 بينما استمرت شبكة ادلت سويم في إذاعة الحلقات بعد ذلك بيومين. وقامت قناة YTV برفع المسلسل من العرض في لخامس من يوليو في عام 2008 بعد أن أعادت إذاعة الحلقة الأخيرة من المسلسل في الواحدة والنصف صباحًا كجزء من خطتها لقصر برامج Bionix block على فترة ساعتين فقط في أيام السبت. وتقوم شركة Adult Swim Video بعرض حلقات المسلسل على شبكة الإنترنت مجانًا وتضيف حلقة جديدة إلى الموجود منها في ظهيرة كل يوم سبت في اليوم الذي يتوافق مع ميعاد العرض الأول لحلقات المسلسل.
وتم عرض مذكرة الموت في شبكة التليفزيون التي تعرض أعمال الأنمي المعروفة باسم أنيماكس (شبكة تليفزيونية متخصصة في تقديم أعمال الرسوم المتحركة) في كل الشبكات التابعة لها في كل أنحاء العالم، بما في ذلك في هونغ كونغ وتايوان.
وفي الحادي والثلاثين من شهر أغسطس في عام 2007 في الساعة الثامنة مساءً، قامت شبكة تلفزيون نيبون في اليابان بعرض برنامج تليفزيوني خاص لمدة ساعتين لرسوم متحركة Death Note Rewrite: The Visualizing God - DEATH NOTE リライト・幻視する神 وهو عبارة عن ملخص تجري أحداثه بعد نهاية أحداث المسلسل ويظهر فيه واحد من سلالة شينيجامي من ريوك في مملكة شينيجامي ليعرف المزيد عن دنيا البشر. وبدلاً من ذلك، يحكي له ريوك عن كل الأحداث التي أدت إلى وجود Mello/Near arc وعن لايت ياجامي وخصمه إل. وكان الهدف من هذا البرنامج الخاص أن يكون سرد من وجهة نظر ريوك ولكنه لم يحمل وجهة نظر مختلفة عن تلك التي وردت في العمل الأصلي. وعلى أي حال، تضمن هذا البرنامج الخاص حوارًا تم تحديثه وبعض المشاهد القليلة الجديدة بما فيها مشهد النهاية الذي تم تغييره عن النهاية الأصلية.
قد قامت شبكة NTV اليابانية بإذاعة البرنامج الخاص مذكرة الموت: إعادة الكتابة للمرة الثانية، خلفاء إل (Death Note Rewrite 2: L o Tsugu Mono)  في الثاني والعشرين من أغسطس. ومثل البرنامج الخاص الأول الذي تم إنتاجه عن العمل الأصلي، قام هذا العمل بتلخيص جزءًا من مسلسل الأنمي التليفزيوني الذي تم عرضه في موسم 2006-2007. وبالتحديد، استعرض البرنامج النصف الأخير من القصة المشوقة الخارقة للطبيعة متضمنة المواجهات التي تمت بين المحققين نير وميلو وبين كيرا؛ الذي يعتبر نفسه سيف العدالة المسلط على رؤوس المجرمين. وتتضمن هذه النسخة تحديثات أكبر إلى درجة ملحوظة من النسخة السابقة وخاصةً حذف المخطط الذي وضعته المافيا، ونقل اللقاءات التي تمت بين لايت وميكامي وتاكادا إلى مرحلة سابقة في الأحداث وجعلهم المسئولين عن هلاك SPK.

### الموسيقى التصويرية
صدرت العديد من مقطوعات الموسيقى التصويرية الخاصة بهذه السلسلة مثل تلك المقطوعات المصاحبة للفيلم السينمائي المقتبس عن السلسلة (من تأليف كينجي كاواي) وكذلك الأنمي المقتبس عنه (من تأليف هيديكي تانيوتشي ويوشيهيسا هيرانو). وقد قامت فرقة الروك اليابانية التي تأسست في عام 1998 Maximum the Hormone ماكسيمم ذا هرمون ووضعت الموسيقى التصويرية الخاصة بالسلسلة الثانية من الأنمي المأخوذة عن سلسلة مذكرة الموت.

### الرواية
كما كتب نيسيو أيسن رواية قام باقتباس أحداثها من السلسلة وأطلق عليها اسم Death Note Another Note: The Los Angeles BB Murder Cases. وتعد هذه الرواية عملاً مكملاً للسلسلة القصصية مذكرة الموت وإن كانت أحداثها تسبقها في الترتيب الزمني ويقوم فيها ميلو بسرد قصة اللقاء الأول الذي تم بين المحقق إل مع ناعومي ميسورا خلال أحداث القضية التي وقعت في لوس أنجلوس والتي أطلق عليها اسم «قضية بي بي للقتل المتسلسل» والتي تم ذكرها في الجزء الثاني من القصة المصورة الأصلية. وبالإضافة إلى شخصية ناعومي، تركز الرواية على الكيفية التي كان يعمل بها المحقق إل وعلى واحد من المجرمين الذين كان إل يطاردهم ويحاول الإيقاع بهم. كما تطرقت الرواية للحديث عما يدور في إحدى دور رعاية الأيتام التي ينتمي إليها واتاري (والتي تسمى «دار وامي لرعاية الأيتام») وعن الكيفية التي كان يعمل بها مجموعة العباقرة مثل: إل وميلو وبيوند بيرثداي ومات ونير.
وقد قامت شركة فيز ميديا بإصدار الرواية في التاسع عشر من فبراير من عام 2008 باللغة الإنجليزية. وبدأت العديد من شركات تسويق الكتب عن طريق البيع بالتجزأة في طرح الكتاب للبيع للجمهور في السابع من فبراير من عام 2008.

### ألعاب الفيديو
قامت شركة كونامي المتخصصة في هذا المجال بإنتاج نينتندو دي إس (وهو نظام متطور وحديث للألعاب الإليكترونية) يعتبر واحدًا من ألعاب الفيديو المعروفة باسم Death Note ويحمل عنوان Death Note Kira Game في الخامس عشر من فبراير في عام 2007. واللعبة المعروفة باسم Kira Game عبارة عن لعبة تستلزم الكثير من التفكير والتخطيط يقوم فيها اللاعب بدور كيرا أو إل؛ وهي مجرد ألقاب لأن أي لاعب يمكنه أن يتمثل شخصية كيرا أو إل. ويحاول اللاعب أن يستنبط العدو (حيث يحاول كيرا أن يزيح اللثام عن هوية إل والعكس صحيح). واللعبة تنتقل بين ثلاث مراحل: مرحلة التحقيق التي يقوم فيه المحقق بمناقشة القضية والأدلة عليها مع الشخصيات الأخرى. ومرحلة التصويت التي يقوم فيها كل عضو من أعضاء فريق التحقيق بالإدلاء بصوته حول من يشتبه في كونه كيرا أو إل اعتمادًا على أداء اللاعب في المرحلة السابقة. وأخيرًا، مرحلة إل/كيرا التي يقوم فيها اللاعب بتركيز تحقيقاته حول لاعب واحد ليعرف ما إذا كان كيرا أم لا (دور إل) أو يجبر عضو من أعضاء الفريق على الانسحاب منه (دور كيرا).
وقد صدر جزء متمم ملحق باللعبة Death Note L o Tsugumono في اليابان في الثاني عشر من يوليو في عام 2007. والخط الأساسي في اللعبة يعتمد على أحداث الجزء الثاني من القصة المصورة التي تظهر فيه شخصيات ميلو ونير.
وهناك لعبة ثالثة، L the Prologue to Death Note -Rasen no Trap تم إصدارها وفق نظام نينتندو دي إس في اليابان في السابع من فبراير من عام 2008. يقوم فيه اللاعب بدور عميل مبتدئ في FBI يستيقظ ليجد نفسه في فندق غريب ويحاول الهروب بمساعدة إل  الذي يقدم له يد العون عن طريق مساعد رقمي شخصي كجزء من لعبة الفيديو. وأحداث اللعبة تتم قبل التحقيق الذي يقوم به كيرا في أحداث السلسلة الأصلية.
وتظهر الكثير من شخصيات مذكرة الموت في لعبتي Jump Super Stars وJump Ultimate Stars (أحد ألعاب الفيديو القتالية المستوحاة من السلسلة القصصية مذكرة الموت) وهي لعبة فيديو قتالية تظهر فيها العديد من الشخصيات الموجودة على صفحات مجلة مجلة Weekly Shōnen Jump (أشهر المجلات التي تقوم بنشر القصص المصورة في اليابان). وتظهر شخصيات لايت وريوك وإل في لعبة Jump Super Stars كشخصيات معاونة. أما في لعبة Jump Ultimate Stars تمت إضافة شخصيات ميسا ونير وميلو كشخصيات معاونة أيضًا.

### Yonkoma
تم نشر العديد من (القصص المصورة المكونة من أربعة صور فردية) Yonkoma لسلسلة مذكرة الموت في الطبعة الموسمية التي تصدر في العطلات اليابانية من مجلة Weekly Shōnen Jump والمعروفة باسم Akamaru Jump. وتمت كتابة هذه القصص رباعية الصور بحيث تتميز بروح الدعاية.
وظهر هذا النوع من القصص في مجلة Akamaru Jump في موسمي الربيع والصيف في عام 2004، وكذلك موسمي الشتاء والربيع في عام 2005. كذلك تضمنت Weekly Shōnen Jump Gag Special 2005 بعضًا من هذه القصص رباعية الصور المأخوذة عن مذكرة الموت في Jump Heroes Super 4-Panel Competition. وقد تم إعادة نشر كل القصص المصورة رباعية الصور التي صدرت في شكل سلسلة في Akamaru Jump وWeekly Shōnen Jump Gag Special 2005 في ذلك الدليل الإرشادي لقراءة الجزء الثالث عشر من السلسلة المعروف باسم Death Note 13: How to Read.

### أفلام حية
تم اقتباس مذكرة الموت في سلسلة من الأفلام غير الكرتونية التي ظهرت في عام 2006. وقام المخرج شوسوكي كانيكو بإخراج هذه الأفلام الذي قامت شبكة تليفزيون نيبون اليابانية بإنتاجها وتولت توزيعها شركة وارنر برذرز (واحدة من أكبر الشركات العالمية في مجال إنتاج الأعمال التليفزيونية والسينمائية وهي شركة أمريكية). وقد تم ترشيح مذكرة الموت لتتم إعادة إنتاجها في هوليوود في شكل فيلم يقوم ببطولته ممثلين حقيقيين. وأوضحت أحد المقالات التي تم نشرها في صحيفة The Star (الماليزية) أن أكثر من عشرة شركات لإنتاج الأفلام في الولايات المتحدة الأمريكية قد أعلنت عن رغبتها في إعادة إنتاج هذه السلسلة القصصية.

## الإستقبال
قال شوسوكي كانيكو مخرج مجموعة الأفلام المقبسة عن السلسلة أن هذه السلسلة من القصص المصورة اليابانية «نادرًا ما تتعرض» للألم الذي يشعر به ضحايا مذكرة الموت، لذا فقد قرر أن يركز الضوء على ناحية جديدة من الأحداث في مجموعة الأفلام التي يقوم بإخراجها. أما تاتسويا فوجيوارا - الممثل الذي يجسد شخصية لايت في مجموعة الأفلام - فقد قام بعقد مقارنة بين الفكرة المطروحة في مذكرة الموت والفكرة التي تطرحها رواية الجريمة والعقاب فرأي أن مذكرة الموت «قصة تتميز بغرابة الأطوار» وتقوم برسم صورة «لفكرة باقية وأزلية.» 
وقال توم إس بيبيريم الذي يعمل ضمن طاقم عمل الموقع الإلكتروني Imagine Games Network (IGN) الذي يتركز معظم نشاطه حول ألعاب الفيديو أن "طبيعة قصة مذكرة الموت التي تقتضي بشدة أن يتم التعبير عنها في سلسلة من الأجزاء" هي ما "يجعل هذه السلسلة تتميز بالتشويق الكبير ويجعلها تستحق أن تتم مناقشة ما جاء فيها من أفكار "  وأضاف أن ترجمة مذكرة الموت "ليست بالعمل السهل على الإطلاق". لذا، فقد اعتبر أن الدبلجة التي قام ستيفن هيدلي بإعدادها "تخلو من أي لمحة غير مستساغة". وأضاف بيبيريم أن كارل ويلمس - الذي قام بإخراج العمل المدبلج - جمع في عمله "نخبة مذهلة من الأصوات المحترفة في هذا المجال" بالإضافة إلى كونها "أصوات قوية تخلو من رداءة الصياح والصراخ التي تتميز بهما بعض الأعمال المدبلجة الأخرى."  ومنحت مجلة Play مذكرة الموت لقب أفضل أنمي في عام 2007 في عددها "2007 Anime Year in Review". وعلق جون باورز الذي يعمل في المؤسسة الأمريكية الإعلامية NPR (National Public Radio) في برنامج التوك شو الإذاعي Fresh Air أن العمل "يأسر ألباب المشاهدين" ويضارع في جاذبيته الحلقات التليفزيونية الأمريكية الضياع.
وأوضح دوجلاس ولك في المجلة الإليكترونية Salon التي يتم عرضها على الإنترنت أن هناك شائعة يتم تداولها تعبر عن أن مبدعي مذكرة الموت كانت لديهم النية لكتابة عمل يستغرق في عرضه نصف المدة التي استغرقها بالفعل. وتضيف الشائعة أن أوبا وأوباتا قد اقتنعا بالاستمرار في إبداع المزيد من هذه السلسلة بسبب الشعبية المتزايدة التي تم استقبال مذكرة الموت بها. وبالإضافة إلى ذلك، قام المعجبون بهذه السلسلة بكتابة الآلاف من قصص مذكرة الموت التي تنتمي إلى الأدب القصصي الذي يبدعه المعجبون بهذا العمل وإرسالها عبر الإنترنت.
وأصدر ايه أي سبارو الذي يعمل في المؤسسة الأمريكية الإعلامية IGN حكمه القدي على العمل وأعطاه تسعة درجات ونصف على مقياس من عشرة درجات. وقال سبارو إن المؤلف قد أدرك "الأمور التي تجعل شخصيات العمل تأسر القلوب بشكل رائع" وأضفى على عمله "كل ما من شأنه أن يجعل من هذه السلسلة المصورة من القصص اليابانية عملاً لا غنى عن قراءته." واستطرد سبارو أن معجبو مذكرة الموت الذين يقرأون العمل الذي استوحاه نيسيو ايسن من العمل الأصلي بعنوان Another Note سيجدون كل المتعة والشغف في عمل ايسن الذي يضفي المزيد من المتعة والبهجة على تلك الميزة الأصيلة الموجودة في السلسلة الأصلية. أما كارل كيملينجر - الذي يكتب في مجلة Protoculture Addicts وهي أقدم مجلة تعرض أنمي وقصصًا مصورة في أمريكا الشمالية - فقد وصف مذكرة الموت بإنها "منفرة أخلاقيًا" وأضاف إنها "تقدم نظرة عامة للحياة تتميز بالضحالة وكراهية البشر.
وحتى يومنا هذا، تم بيع حوالي عشرين مليون نسخة من مذكرة الموت في اليابان. وتم ترشيحها لتفوز بجائزة أفضل سلسلة قصصية مصورة يابانية في American Anime Awards (مجموعة من الجوائز يتم منحها في أمريكا الشمالية لأفضل الأعمال التي يتم إبداعها في مجال الأنمي والقصص المصورة في عام 2006.

## الإرث
قوبل صدور الأنمي خارج اليابان بموجة من الجرائم المحاكية. وفقا لمجلة Wired، مذكرة الموت "تحولت من أشهر مطبوعات اليابان إلى موضوع مثير للجدل حول العالم الأمر الذي ترك الآباء في حالة حيرة وتردد بشأن منع أطفالهم من قراءة المانغا بأكملها. علق مخرج الفيلم الحي شوسوك كانيكو، "إذا كان منعهم من مشاهدة هذا الفيلم سوف يجعل حال الأطفال أفضل، إذا لماذا لا نمنعهم من مشاهدة الأخبار السيئة؟!".

### الحظر في جمهورية الصين الشعبية
في وقت مبكر من عام 2005، قام المسؤولون عن المدارس في شنيانغ، عاصمة مقاطعة لياونينغ الصينية بإصدار قرارًا يحظر تداول مذكرة الموت. كان السبب الرئيسي وراء صدور هذا القرار هو أن الطلاب كانوا يقومون بتغيير مذكراتهم اليومية لتصبح قريبة الشبه بمذكرة الموت ثم يقومون بكتابة أسماء معارفهم وأعدائهم ومعلميهم في دفاترهم. وهكذا، كان الهدف من وراء الحظر هو حماية «الصحة البدنية والنفسية» للطلاب من هذه الفكرة المرعبة «التي من شأنها أن تقوم بتضليل الأطفال الأبرياء وتشوه عقولهم وأرواحهم.» علق جوناثان كليمينتس أن السلطات الصينية بهذا القرار قد قامت باتخاذ خطوة جزئية لمحاربة «الخرافات» ولكن عليها أن تتخذ مثل هذه الخطوة الإيجابية لحماية العمل من الناشرين غير القانونيين وأعمال قرصنة النشر التي تتم في حق مذكرة الموت. امتد الحظر ليشمل المدن الصينية الأخرى مثل بكين، وشنغهاي ولانتشو في مقاطعة غانسو. تم نشر نسخ مترجمة إلى اللغة الصينية بشكل قانوني لمذكرة الموت في كل من هونغ كونغ وتايوان.

### الجرائم المحاكية والتقليد
ظهرت بعض الجرائم المحاكية حول العالم والتي كانت مبنية على مذكرة الموت. في 28 سبتمبر، 2007، تم العثور على ورقتين مكتوب عليهما «واتاشي وا كيرا ديسو» (私はキラです), ومعناها «أنا كيرا» باللغة اليابانية) بالقرب من البقايا لذكر قوقازي في بلجيكا. تم القبض والحكم على المجرمان لاحقا.
تم أيضًا إيقاف أحد دارسي الصفوف العليا في أكاديمية فرانكلين العسكرية (Franklin Military Academy) في ريتشموند, فيرجينيا، الولايات المتحدة بعد أن تم العثور على نسخة طبق الأصل من «مذكرة الموت» بحوزته وفيها أسماء لبعض زملائه من الطلاب .
في كارولاينا الجنوبية، الولايات المتحدة في 2008، عثر مسؤولون في أحد المدارس على دفتر «مذكرة الموت» مع أحد طلاب مدرسة هارتسفيل المتوسطة (Hartsville Middle School). قام المسئولون في المنطقة بالربط بين هذا الدفتر وبين الأنمي/المانغا، كان الدفتر يحتوي على أسماء سبعة من الطلاب. قامت المدرسة بتنظيم جلسة استماع تأديبية والاتصال بأولياء أمور الطلاب السبعة.
في غادسدن، ألاباما، الولايات المتحدة. تم إلقاء القبض على طالبين بالصف السادس بسبب حيازة «مذكرات موت» تحتوي على أسماء العديد من أعضاء طاقم التدريس وزملاء الدراسة. وفقًا لما صرح به الضابط القانوني في مقاطعة إيتوا الرقيب لاني هاندي فإن الدفتر قد عثر عليه أحد أعضاء هيئة التدريس في وقت الظهيرة في اليوم السابق. تم منع هؤلاء الطلاب من الالتحاق بالمدارس الموجودة في نطاق المقاطعة. قد قام الطلاب وأولياء أمورهم والمسئولون في المدرسة بمقابلة هاندي وأحد الموظفين المسئولين عن مراقبة تنفيذ العقوبات الصادرة بحق الأحداث.
في غيغ هاربور، واشنطن في الولايات المتحدة، تم طرد طالب من طلاب مرحلة التعليم الوسطى وإيقاف ثلاثة من الطلاب في 14 مايو، 2008 لحيازتهم لدفاتر «مذكرة الموت». قال والد أحد الطلاب الذين تم إيقافهم أن المذكرة كانت بغرض التنفيس عن الغضب الناتج عن المعاملة الفظة التي تتم معاملتهم بها في المدرسة.
في إلينوي، الولايات المتحدة، تم إيقاف طالب من طلاب مرحلة التعليم الوسطى ليومين بعد العثور على نسخة مصغرة من مذكرة الموت تحتوي على أسماء بعض زملائه. قال الطالب بأنها كانت مجرد مزحة وكذلك الأشخاص الذين كانت أسمائهم مكتوبة.

## وصلات خارجية
- مذكرة الموت على موقع ANN manga (الإنجليزية)
- موقع مذكرة الموت الرسمي (باليابانية)
- الموقع الرسمي للأنمي (باليابانية)
- على موقع Viz Media
- على موقع Madman Entertainment
- مذكرة الموت (مانغا) على موسوعة شبكة أخبار الأنمي
- مذكرة الموت (أنمي) على موسوعة شبكة أخبار الأنمي